# Stripcultuurbeurs
De Stripcultuurbeurs was een beurs ingesteld door de gemeente Breda die van 2014 tot en met 2016 werd toegekend aan een project dat een positieve bijdrage zou leveren aan het Nederlands beeldverhaal.
De beurs werd jaarlijks door de gemeente Breda in samenwerking met de Stichting Strips in Beeld toegekend en bestond uit een geldbedrag van 4000 euro, dat aan een project werd toegekend of onder meerdere projecten werd verdeeld.
De eerste keer werd de Stripcultuurbeurs uitgereikt op het Stripfestival van Breda in oktober 2014.
In 2017 liet de gemeente Breda weten geen geld meer beschikbaar te stellen voor de Stripcultuurbeurs.

## Lijst van winnende projecten
| Jaar | Project                                                                                             |
| ---- | --------------------------------------------------------------------------------------------------- |
| 2014 | Beursstand voor debuterende stripmakers door Uitgeverij Syndikaat Songs of Silence door Noël Ummels |
| 2015 | Geschiedenis van Eppo door Ger Apeldoorn Korte animatie van Dating For Geeks door Kenny Rubenis     |
| 2016 | Stripmaker des Vaderlands door Caroline van der Lee en Cok Jouvenaar                                |